# Závist
Závist (in tedesco Sawist) è un comune della Repubblica Ceca facente parte del distretto di Blansko, in Moravia Meridionale.